# Kursächsische Distanzsäule Altenberg, Ortsteil Geising

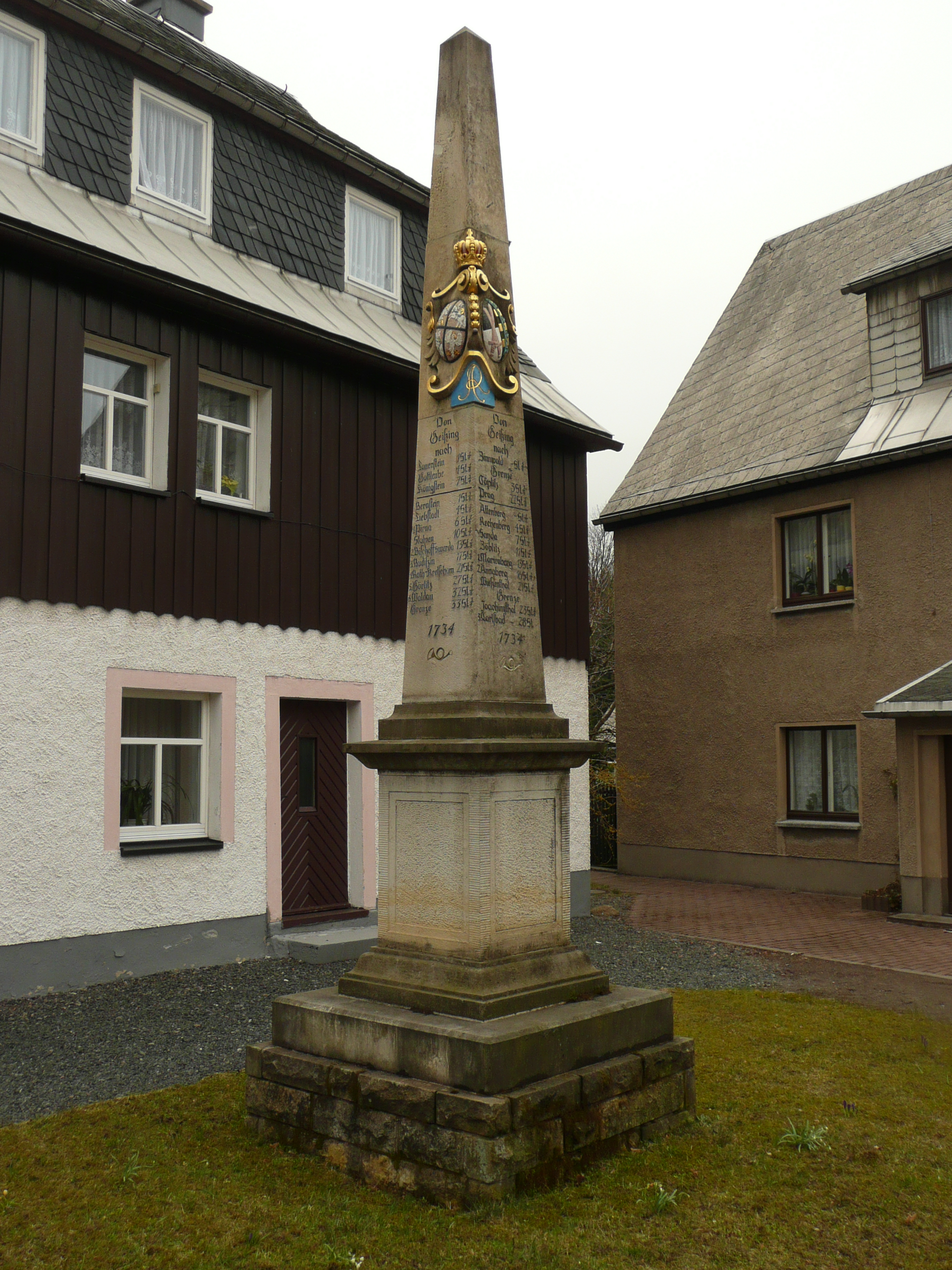
Distanzsäule am Geisinghof

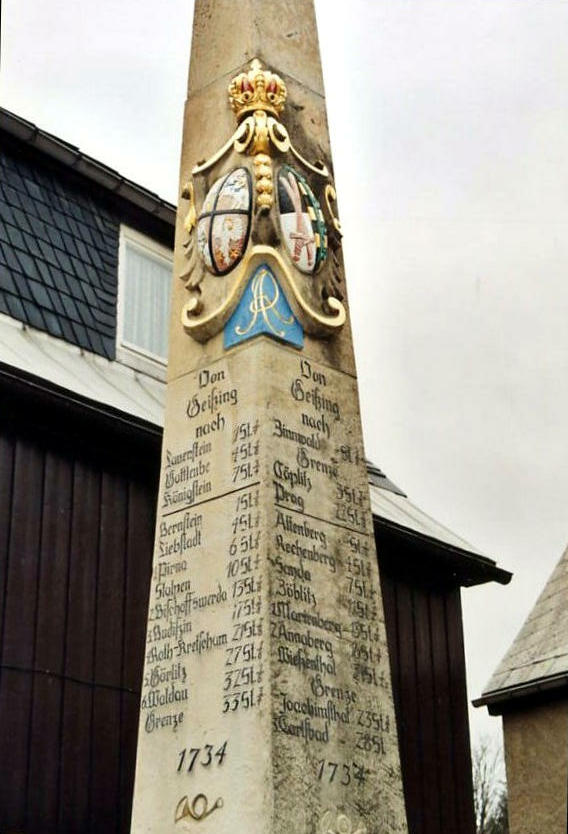
Wappenteil und Schriftblock

Die denkmalgeschützte kursächsische Distanzsäule Geising gehört zu den Postmeilensäulen, die im Auftrag des Kurfürsten Friedrich August I. von Sachsen durch den Land- und Grenzkommissar Adam Friedrich Zürner in der 1. Hälfte des 18. Jahrhunderts im Kurfürstentum Sachsen errichtet worden sind. Sie befindet sich am Bahnhof am Ortsteil Geising der osterzgebirgischen Stadt Altenberg (Erzgebirge) im Landkreis Sächsische Schweiz-Osterzgebirge. 

## Geschichte
Ursprünglich sollte sowohl in den beiden benachbarten Städten Alt-Geising und Neu-Geising je eine Distanzsäule errichtet werden. Nach einem Gesuch beider Städte einigte man sich 1728 auf die Setzung einer Säule auf dem Altmarkt in Neu-Geising. Die Säule wurde von Ulrich Schindler in Pirna gefertigt und Ende 1734 aufgestellt. Nachdem die Säule 1857 auf den Neumarkt versetzt werden sollte, kam es auf Kostengründen zum völligen Abbruch und zum Verkauf der Steine als Baumaterial. Der Sockel wurde vermutlich beim Bau des Kriegerdenkmals von 1870/71 verwendet. Anlässlich der 525-Jahr-Feier von Geising wurde eine Kopie der Distanzsäule nach den Vorgaben der Forschungsgruppe Kursächsische Postmeilensäulen angefertigt und am 12. Juli 1987 feierlich vor der damaligen HO-Gaststätte Geisinghof enthüllt.

## Aufbau
Die Distanzsäule besteht aus sieben Teilen. Sockel, Postament und Postamentbekrönung bilden den Unterbau.
Der Oberbau besteht aus Zwischenplatte, Schaft, Wappenstück und Spitze.